# Alain Guyonnet
Alain Guyonnet (* 1949 in Genf) ist ein Schweizer Multiinstrumentalist (Klavier, Gitarre, Bass, Vibraphon, Flöte und Schlagzeug), Komponist und Arrangeur des Modern Jazz.

## Leben und Wirken
Guyonnet begann schon früh mit dem Musizieren. Trotz Anspruch aufs einen autodidaktischen Zugang zur Musik wurde er in der Cembaloklasse von Isabelle Nef am Genfer Konservatorium ausgebildet, wo er sich mit dem Werk von Johann Sebastian Bach beschäftigte. Daneben spielte er Jazz. Seine Werke führte er in eigenen Gruppen in unterschiedlicher Besetzung auf. Seit 1979 veröffentlichte er Alben; dabei arbeitete er auch mit Lee Konitz zusammen. Er führte seine Werke auch mit der AMR Big Band und mit der Berner Uptown Big Band auf.
Guyonnet, der sich selbst als apôtre du métissage („Apostel des Mischens“) charakterisiert, schrieb mehr als 475 Werke für unterschiedlichste Formationen in diversen Stilen. „Ob Duo, Big Band, Gitarrenensemble oder Kinderchor, ob Marsch, Twist, Salsa oder Kirchenmusik: Alain Guyonnets Liebe zur Musik kennt keine Berührungsängste.“ Dabei ist für seine Stücke „eine ausgeprägte melodische Sicherheit“ neben harmonischem Sinn kennzeichnend.
Guyonnet unterrichtet in Genf am AMR und am Conservatoire Populaire de Musique. Er hat die Bücher Une noire vaut deux dièses, Vocabulaire de blues und 6 petits blues pour les petites mains veröffentlicht.